# Morana Esih
Morana Esih (Zagreb, 28. lipnja 1985.) hrvatska je igračica badmintona i višestruka državna prvakinja u igri parova.
Trenira u klubu "Badminton Zagreb". Nastupala je na europskim i svjetskim juniorskim smotrama u kategoriji parova.
Državne naslove osvajala je 1998. i 1999. u juniorskoj, te 2001., 2002., 2004. i 2007. u seniorskoj konkurenciji.
Esih i Matea Čiča postale su u travnju 2006. prvi ženski hrvatski badmintonski par koji je ušao među prvih 100 na svjetskoj ljestvici.